# Galerie L'Équipe
La galerie L'Équipe est créée dans les années 1930 à Montparnasse à Paris par Joseph Lacasse et Henri Poulaille pour permettre aux artistes de mieux se faire connaître. Elle disparaît en 1940. 

## Historique
Au début des années 1930, le peintre Joseph Lacasse et son épouse décident de créer dans leur atelier du 11, impasse Ronsin, rue de Vaugirard, dans le quartier Necker à Paris, une « galerie libre ».
Leur but est de permettre aux jeunes artistes de pouvoir se faire connaître sans passer par les contraintes de l’art officiel et des galéristes. Peu importe qu’ils soient ou non connus ; ils n’auront pas davantage à justifier d’une idéologie particulière ou de l’appartenance à un courant artistique.
« L’Équipe n’est-ce pas l’association type ? L’action ensemble, librement consentie vers un même but, voire sans autre but que le plaisir. L’Équipe c’est se tenir les coudes, c’est la coordination des efforts, c’est la peine partagée, c’est aussi la joie partagée »…(1)
L’Équipe se développe avec d’une part l’intervention d’Henri Poulaille, écrivain et ami de Lacasse, et d’autre part la location en 1937 d'un vaste atelier au fond d'une cour au 79/81, boulevard du Montparnasse dans le quartier Notre-Dame-des-Champs. En 1939, ils éditent une revue du même nom. Seuls trois numéros paraissent car avec l’entrée en guerre d’autres priorités s’imposent.
L’Équipe ne survit pas à la défaite et l’occupation, d’autant que Lacasse part en juin 1940 en Angleterre suivre l’appel du général de Gaulle.

## Réalisations
On y organise des conférences sur divers sujets (soirées littéraires, discussions variées). Des expositions permettent à de nombreux artistes d’exposer leurs œuvres sans véritable contrainte (elles sont signées Delaunay, Picasso, Gleizes, Picabia, Van Tongerloo, Lurçat, Lowenstein, Lacasse lui-même aussi parfois, etc.) (2)
Des pièces de théâtre y sont jouées (on y voit Jean Vilar, Jean-Marie Serreau, Léon Smet...)
C’est à la fois un foyer et une maison de la culture…

## Tèmoignages et citations

### Manifeste de 1939 (extrait)
« L'Équipe lancée il y a quatre ans par le peintre Lacasse est un mouvement vivant : ses nombreuses expositions et initiatives sur le plan d’art, des lettres et dans les domaines culturels l'ont prouvé. L'heure est venue que "L'Équipe" ait sa revue. Une revue libre. En dehors de toute classe, de toute chapelle, et de toute politique…elle veut être un centre d’expérimentation. 
Elle doit sortir au plus tôt, car plus que jamais l’époque est sous le signe de l’argent et de la combine politique »…(3)

### Théâtre
C’est dans l’atelier du 11, impasse Ronsin que le père de Johnny Hallyday, Léon Smet fait jouer une troupe itinérante. 
« Par contre, dans un local de l’impasse Ronsin, dans le quinzième arrondissement, Léon Smet réunit 9 comédiens au chômage avec l’intention de créer une troupe itinérante qui s’appellera la Compagnie de la Rose. On tente une pièce, Magie rouge, de l’auteur belge Michel de Ghelderode... » (Hallyday, Les derniers secrets par Eddy Przybylski aux Éditions de l'Arbre - 2010. p. 84). (4)

### Peinture
…À la même époque, Poliakoff joignit L'Équipe, groupe d’écrivains et de peintres de Montparnasse, réunis par Lacasse et Henry Poulaille. L’ambiance de ce club, où se rencontraient des artistes célèbres et des étudiants, des écrivains connus et des ouvriers, fit une profonde impression sur lui. Il se livra alors à des exercices de chromatisme, subissant l’influence de ses amis Sonia et Robert Delaunay. (5)